# Pécsi zsinagóga
A pécsi zsinagóga Pécs egyetlen izraelita vallású zsinagógája, ami 1868–69-ben épült Feszl Frigyes, Gerster Károly és Kauser Lipót tervei alapján romantikus stílusban. A Kossuth téren álló épület felújítása 1980 óta is tart.

## Előzmények
Már a török hódoltság idején is éltek zsidók a városban, de a török kiűzése után csak hosszú idővel és nehéz küzdelmek után tudtak újból letelepedni. 1692 húsvétja másnapján Radonay Miklós püspök vezetésével a pécsi polgárok esküt tettek, hogy a város falain belül csak katolikus vallású embert engednek letelepedni, s e fogadalmukat évente megújították. II. József türelmi rendelete sem lágyította meg a városatyák szívét, Gróf Széchényi Ferenc Pécs királyi biztosa mindent megtett a rendelet érvényesülése érdekében. A nehézségek ellenére nőtt a zsidóság lélekszáma. 1827-ben temetőt vettek, 1843-ban imaházat rendeztek be a Zrínyi utca 10. szám alatti Engel-házban, s még abban az évben a Citrom utcában építettek zsinagógát. 1849-ben Haynau 5000 forint hadisarcot rótt ki a pécsi zsidókra, mert támogatták az 1848–49-es forradalom és szabadságharc ügyét.

## Új zsinagóga építése
A 19. század második felében, főleg a kiegyezés után a pécsi hitközség is gyors fejlődésnek indult, önbizalmat és reményt adott az izraelita vallás egyenjogúsításáról szóló 1867:XVII. tc. megjelenése, remény volt a megkapaszkodásra, a letelepedésre, a beilleszkedésre és saját intézményrendszer kiépítésére (templom, iskola, temető). Új, nagy zsinagóga építésébe fogott a pécsi hitközség is, mint a szegedi, a miskolci vagy a szentesi hitközségek, s további bármely erősebb vagy akár kisebb hitközség a monarchia területén. A pécsi kétemeletes zsinagóga felépítése 120 000 forintba került, ebből 64 000 forintot a hitközség tagjai hoztak össze előre megvásárolva az üléseket, a bekerülési költség másik felét kölcsönből fedezték. A pécsi Kossuth tér keleti oldalán elhelyezkedő, a nagyobb zsidó ünnepeken ma is működő romantikus stílusban épült neológ zsinagógát 1869. július 22-én avatta fel Löw Lipót szegedi, Hirschfeld J. H. augsburgi és Ehrlich Ede pécsi főrabbi. Az épületet 1905-ben Baumhorn Lipót tervei alapján kibővítették.
A pécsi a Dunántúl legnagyobb zsinagógája, alapterülete 23,36x32,35 méter. Horizontálisan hármas tagolású a főbejárati oldal, a középső főbejárati rész vízszintes irányban tagozódik három részre, melynek félköríves záródása a tetőgerinc fölé nyúlik. A legfelső félköríves timpanonban órát helyeztek el, azt pedig héber felírással vették körül, amelynek magyar jelentése: „Mert házam, az imádság házának neveztessék minden nép számára.” A jelzett betűkből kiolvasható az építés évszáma: 628=1868. Az oldalrizalitok sarkain 3-3 hagymakupola formájú dísz, a homlokzati ív tetején Mózes kettős kőtáblája díszeleg. A főhomlokzaton 1+3+1 ablakot, a templom két oldalán 5-5 nagyméretű ablakot helyeztek el.
A neológ templom hármas osztású belsejébe a mártírtáblákkal borított előcsarnokon át jutunk. A kék, a barna és a vörös színek által meghatározott imatér gazdag ornamentális díszítése szép, egységes hatást kelt. A fából készült padok 448 férfinak kínálnak ülőhelyet; a két oldalt húzódó kétszintes, karcsú oszlopokkal alátámasztott, faragott famellvédű karzat 476 nő befogadására alkalmas.
A pécsi zsinagóga híres huszadik századi kántorai: Ernster Géza, a világhírű basszista Ernster Dezső édesapja, Lóránt Márton, a későbbi strasbourgi főkántor, és Timár Károly, a budapesti Dohány utcai zsinagóga későbbi főkántora.

## Holokauszt
A második világháború előtt mintegy 650 000 zsidó származású lakos élt Magyarországon, a háborúban mintegy 450 000 főt gyilkoltak meg főleg az auschwitzi gázkamrákban, vagy éheztetve halálra dolgoztatták őket valamely koncentrációs táborban, de a nyilas uralom idején közvetlenül is leölték őket lakásukon, az utcán vagy bele a folyókba. A magyar vidék zsidó népességét majdnem teljesen kiirtották. A pécsi 3000 zsidó lélek kilencven százaléka veszett oda.

## A zsinagóga felújítása
Akik megmaradtak, már nem tudták templomukat fenntartani, az pusztulásnak indult. A 20. század utolsó harmadában apránként szereztek pénzt pályázatok, önkormányzati segítség formájában a legégetőbb karbantartási és felújítási munkálatok elvégzésére, s minden esetben a hagyománytisztelet jegyében. Biztató jel Aradi Gergő tudósítása 2005-ból a megújuló pécsi zsinagógáról: „Az első jelentős, ám részleges külső rekonstrukció 1980 és 1983 között valósult meg, amely tulajdonképpen a homlokzat felújítását jelentette. Ám az akkori – mai szemmel nézve egyértelműen hibás építési koncepció következtében – a templom gerendázata egyre rosszabb állapotba került, az épület teteje megcsúszott. Repedés keletkezett a fő boltövön, a tető elkezdett szétnyílni. Szükségessé vált tehát annak mielőbbi helyrehozatala, amely öt éve, egy hetvenmillió forintos közbeszerzési pályázattal és állami támogatással realizálódhatott. Az ismételt külső felújítás ma is folyik, most a keleti oldal áll a munkálatok középpontjában. Kiemelkedő szempont, hogy az épületet eredeti állapotába állítsák helyre. Ennek finanszírozását közös, helyi, illetve állami pénzekből oldották meg. A templom hármas osztású belső tere egyébként ma is az eredeti állapotában díszeleg. Kivételt jelent ez alól az elektromos rendszer, melyet a mai szabványoknak megfelelően három éve korszerűsítettek. A teljes belső felújításra, melynek tervei már készen vannak, lehetőséget egy 2003-ban megnyert amerikai pályázat teremtett, azonban a kivitelezéshez szükséges pénzösszeg – várhatóan körülbelül hatszázmillió forint – még várat magára. A zsinagóga felújítása műemlékvédelmi szempontból is fontos. A Kulturális Örökségvédelmi Hivatal Pécsi Regionális Iroda szigorú ellenőrzések mellett műemlékvédelmi határozattal engedélyezte a felújítást. A pécsi zsidó templom megújítása tehát a legjobb úton halad. Az istentiszteleteket mindenki látogathatja, május elseje és október harmincegyedike között a templom nyitva áll az idegenforgalom előtt is.”

## Orgonája

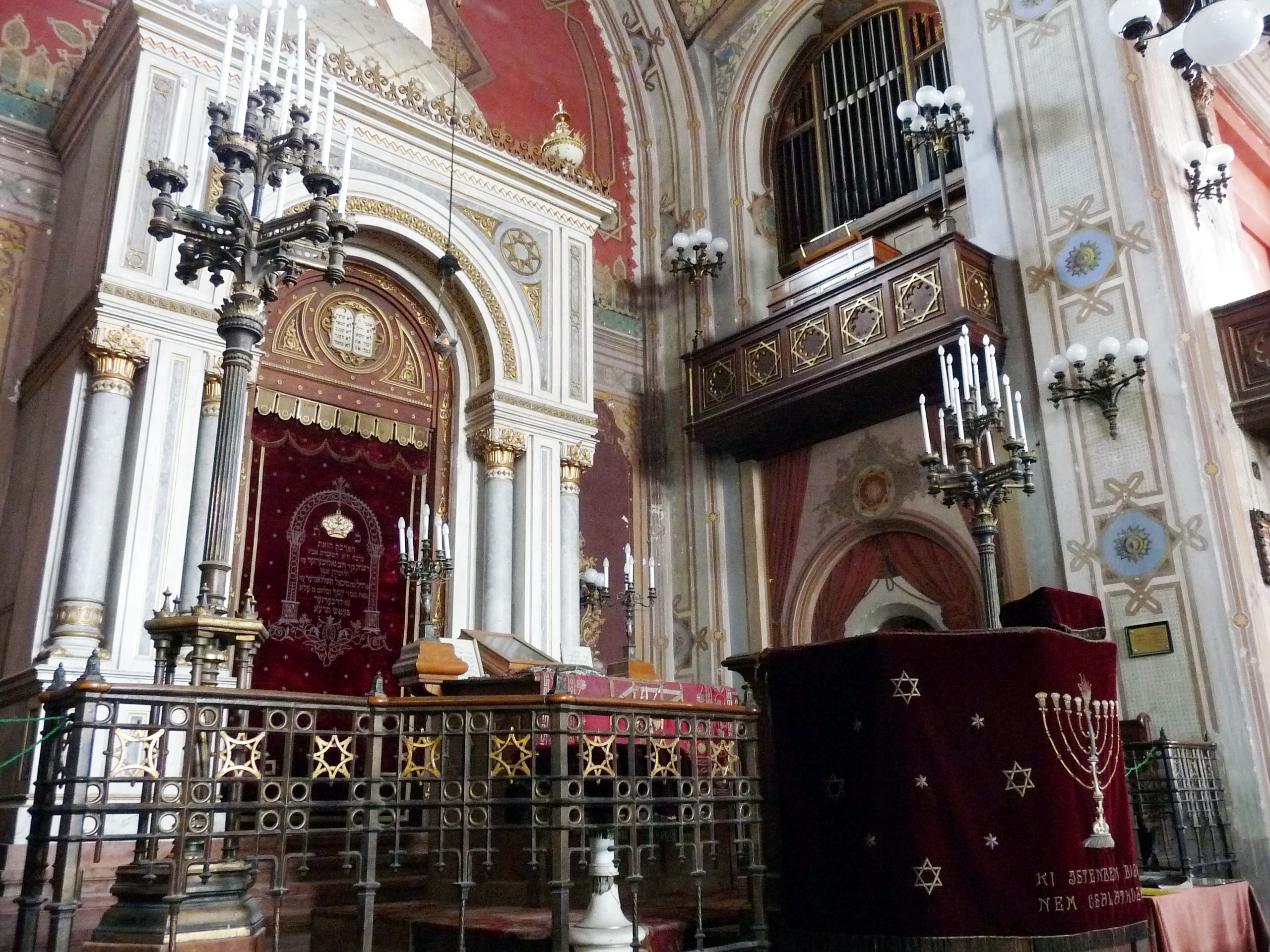
Az Angster-orgona

A zsinagóga orgonája az Angster József nevével fémjelzett Angster-orgonagyár első orgonája volt. A két manuálú, 24 változatú hangszer a mizrah-emelvény bal és jobb oldalán, az első emeleti karzat magasságában kapott helyet.

## Híres emberek a pécsi hitközséghez kapcsolódóan
A fent említett neves építésztriász: Feszl, Gerster, Kauser.
A zsinagógához olyan ismert név is kapcsolható, mint a német származású, magyarrá lett Angster Józsefé. A világ első Angster-orgonáját 2002-ben újítottak fel.
Közvetlenül a pécsi hitközség tagjai közül került ki Fejér Lipót matematikus, egyetemi tanár, az MTA tagja, Kossuth-díjas. Bak Adolf hegedűművész, Lenkei Henrik író, Kohut Georges A. New York-i egyetemi tanár.

## Képtár

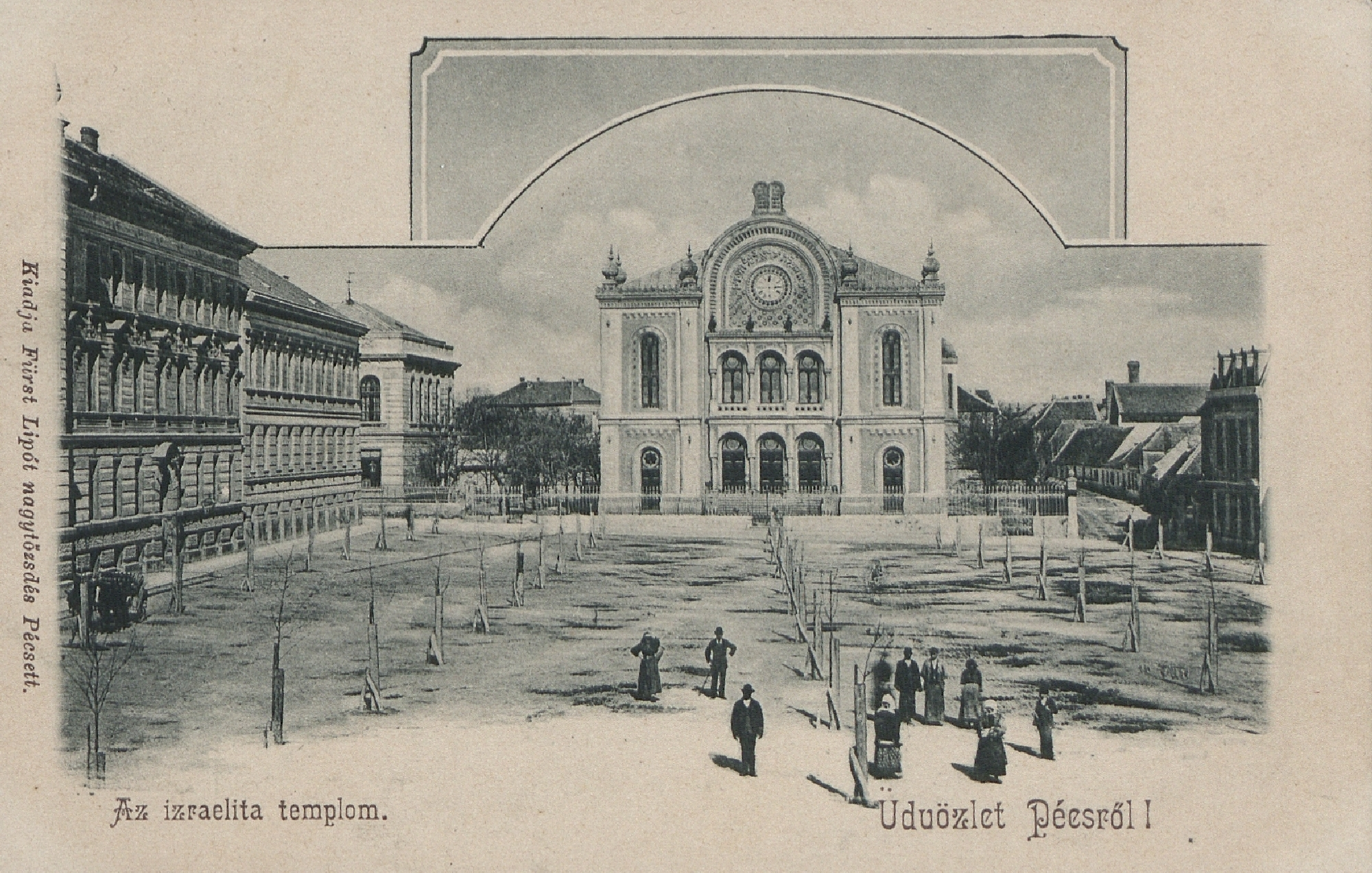
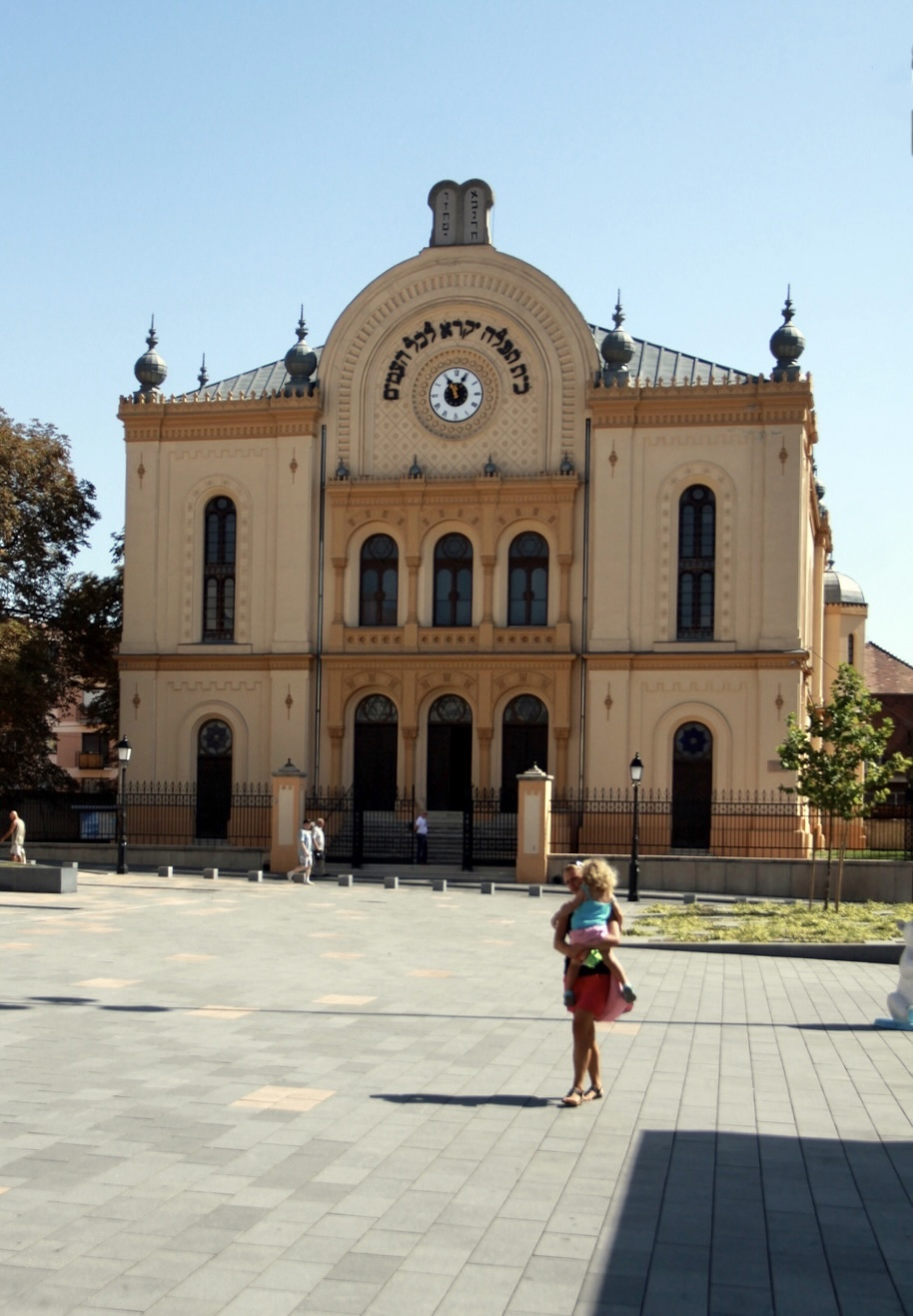
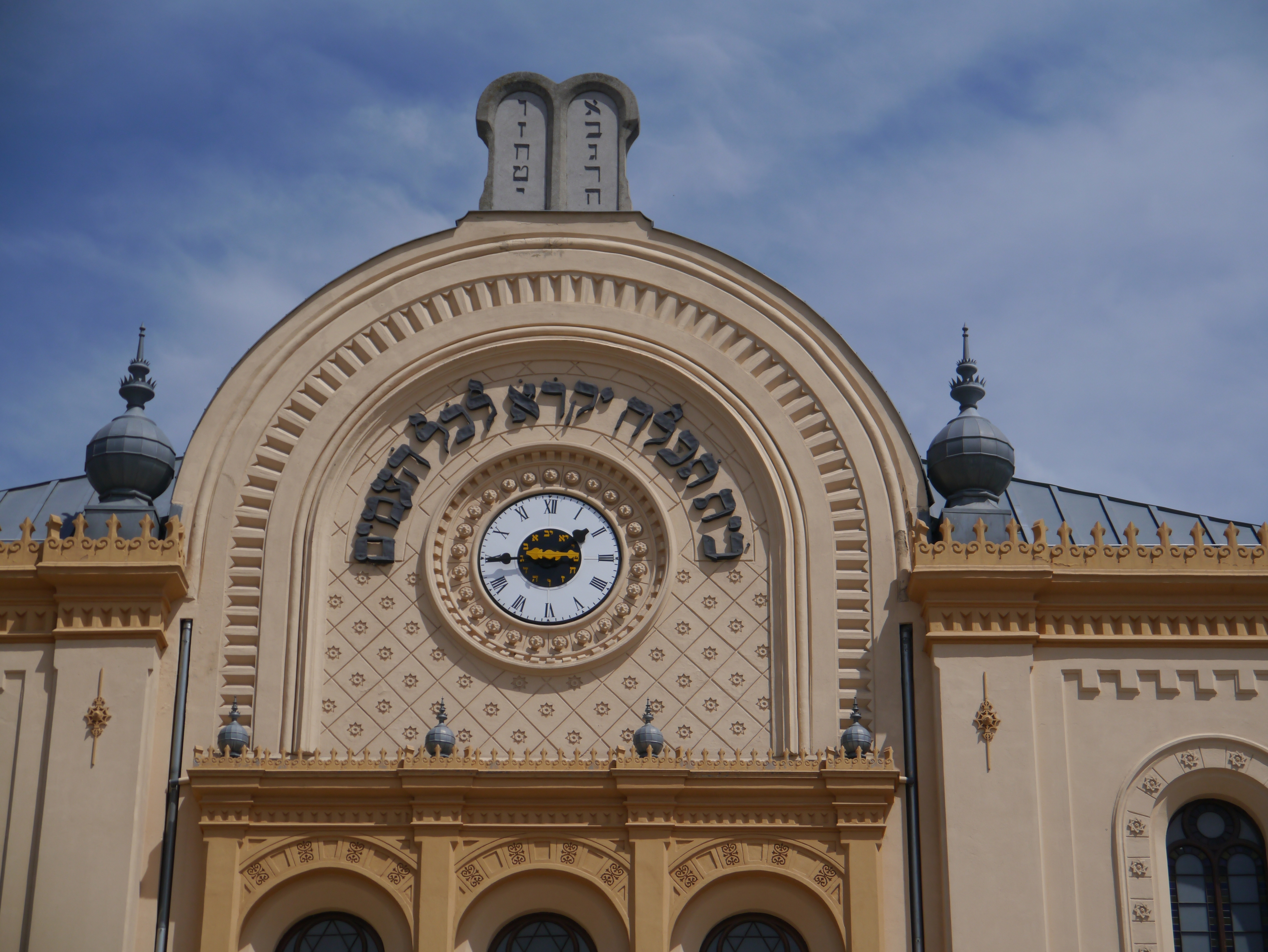
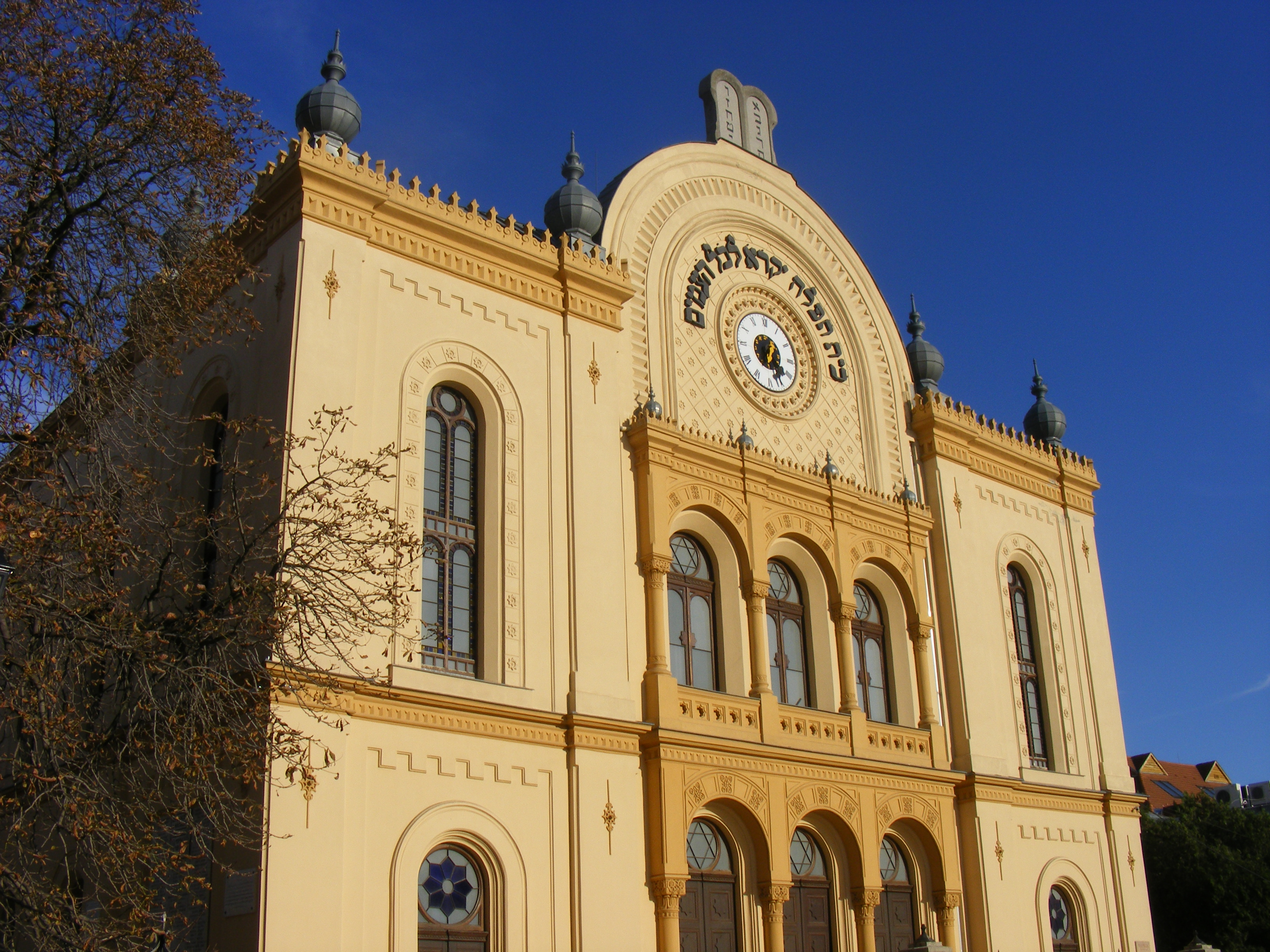
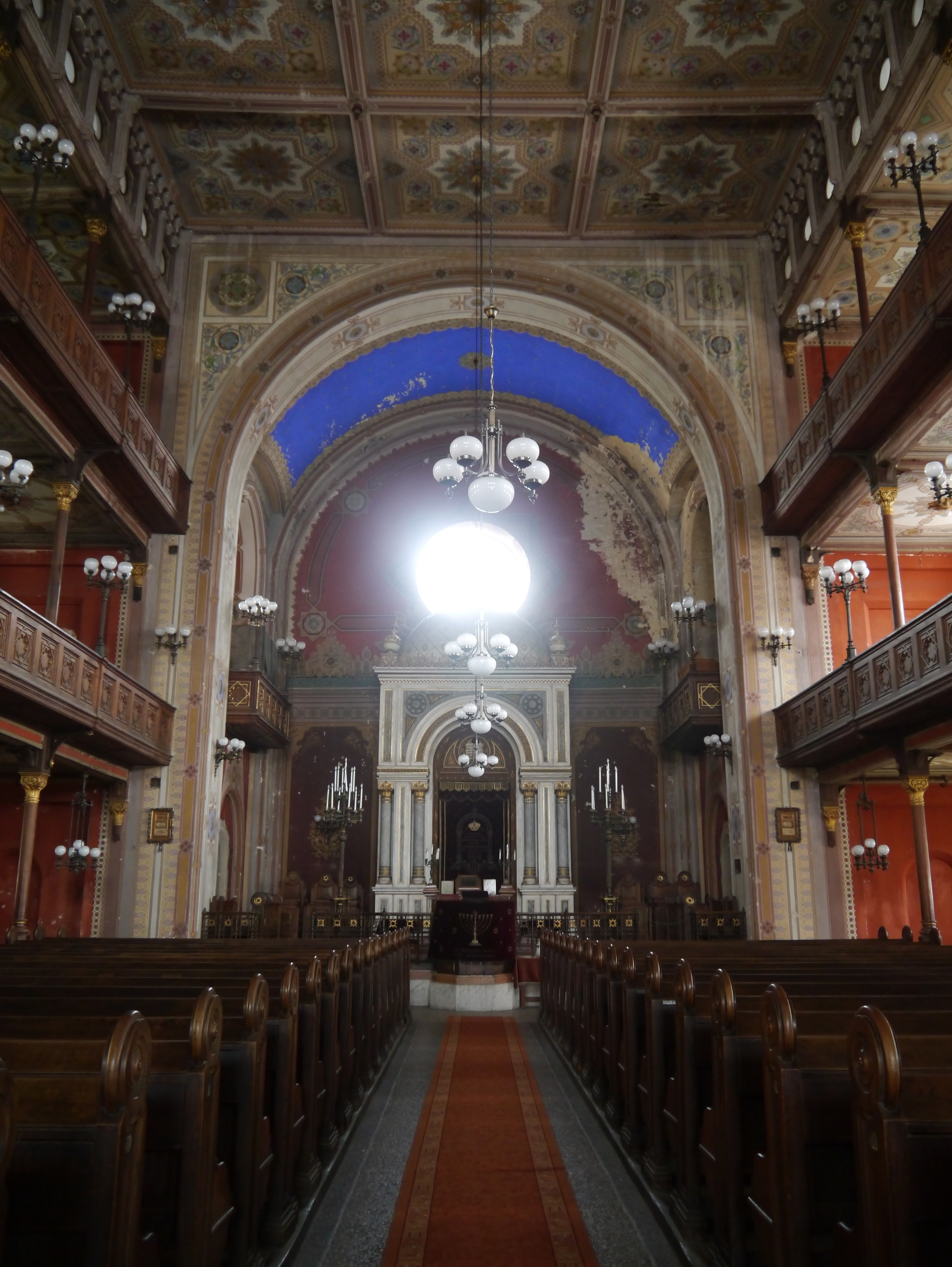
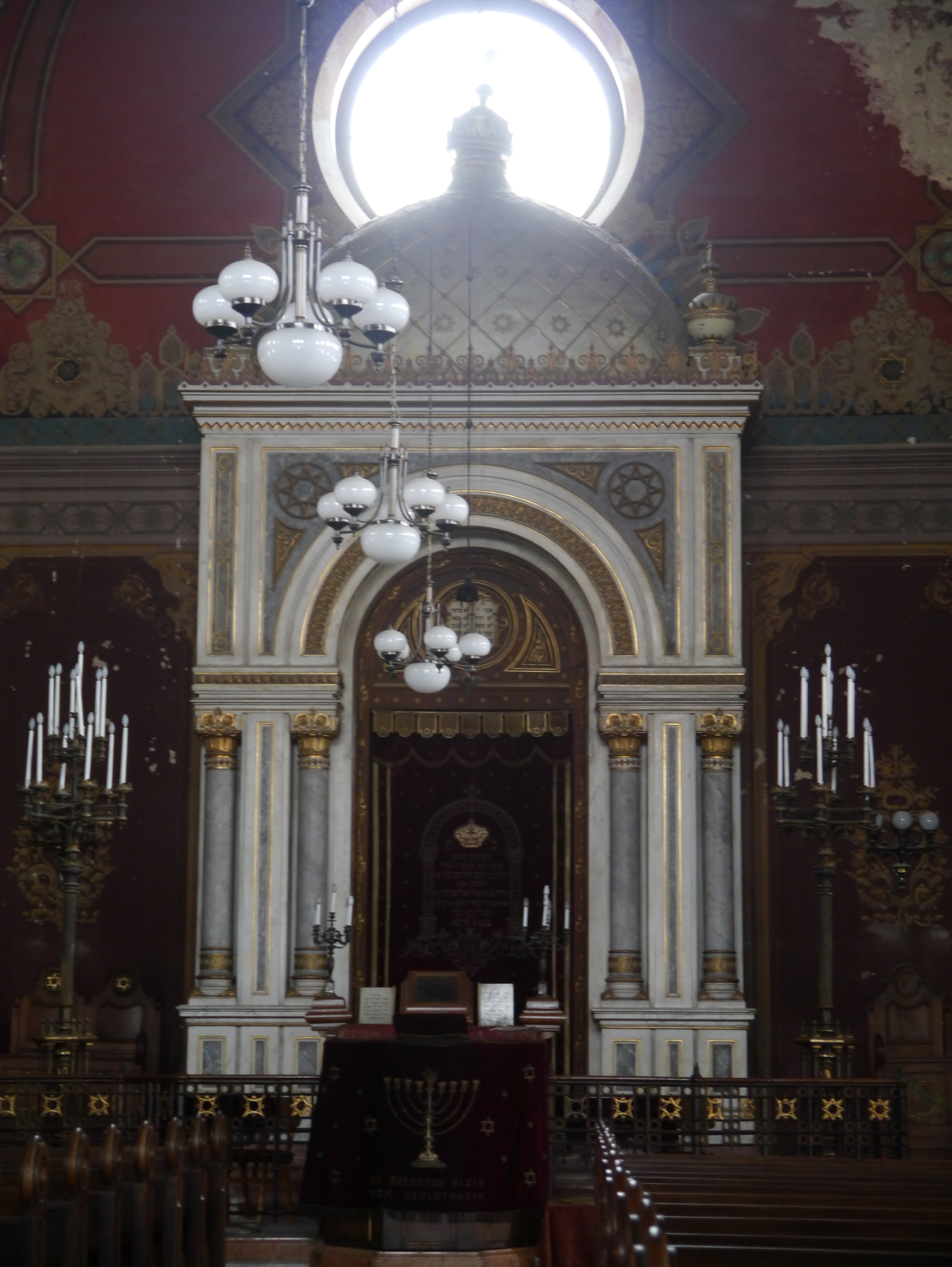
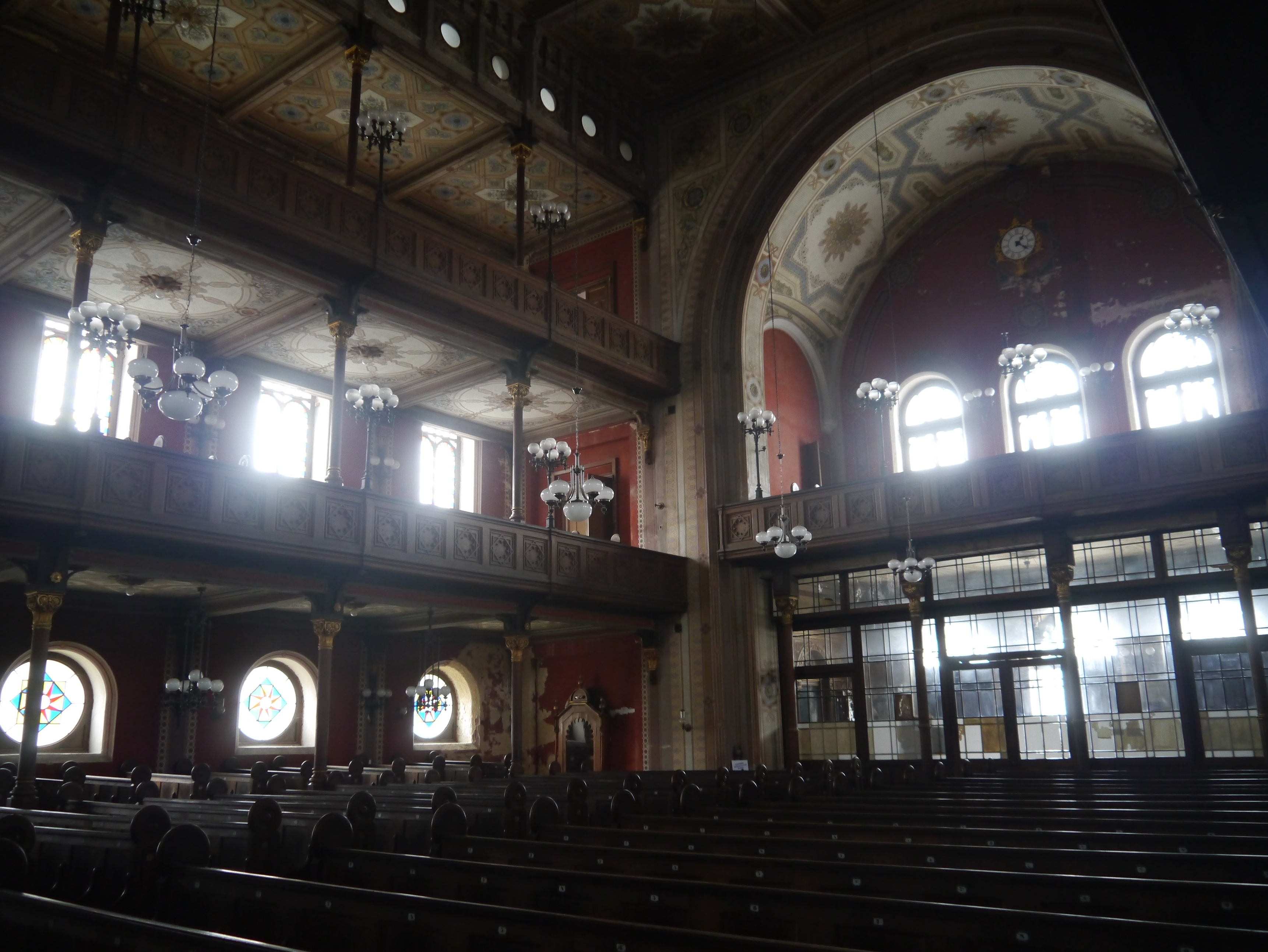
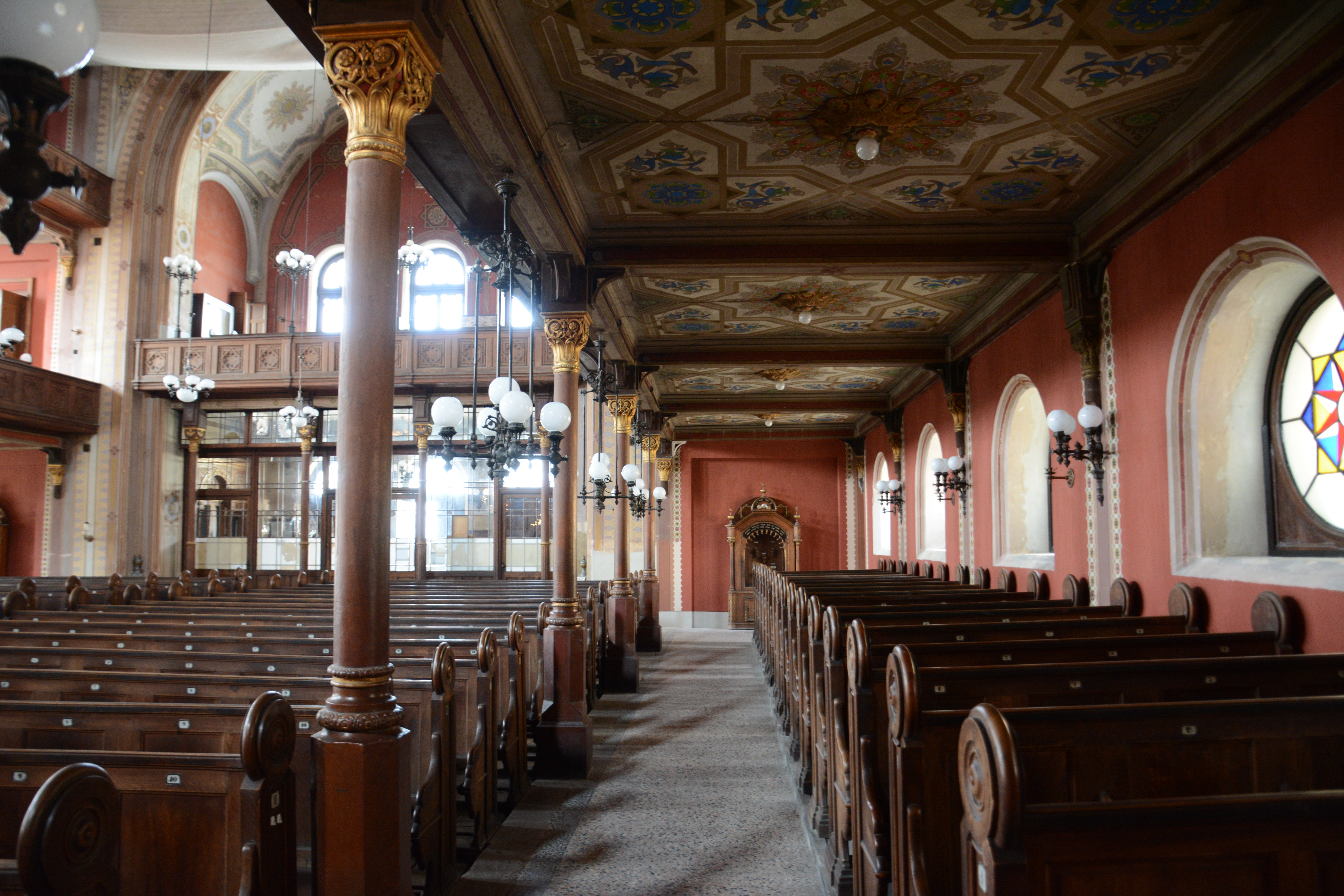
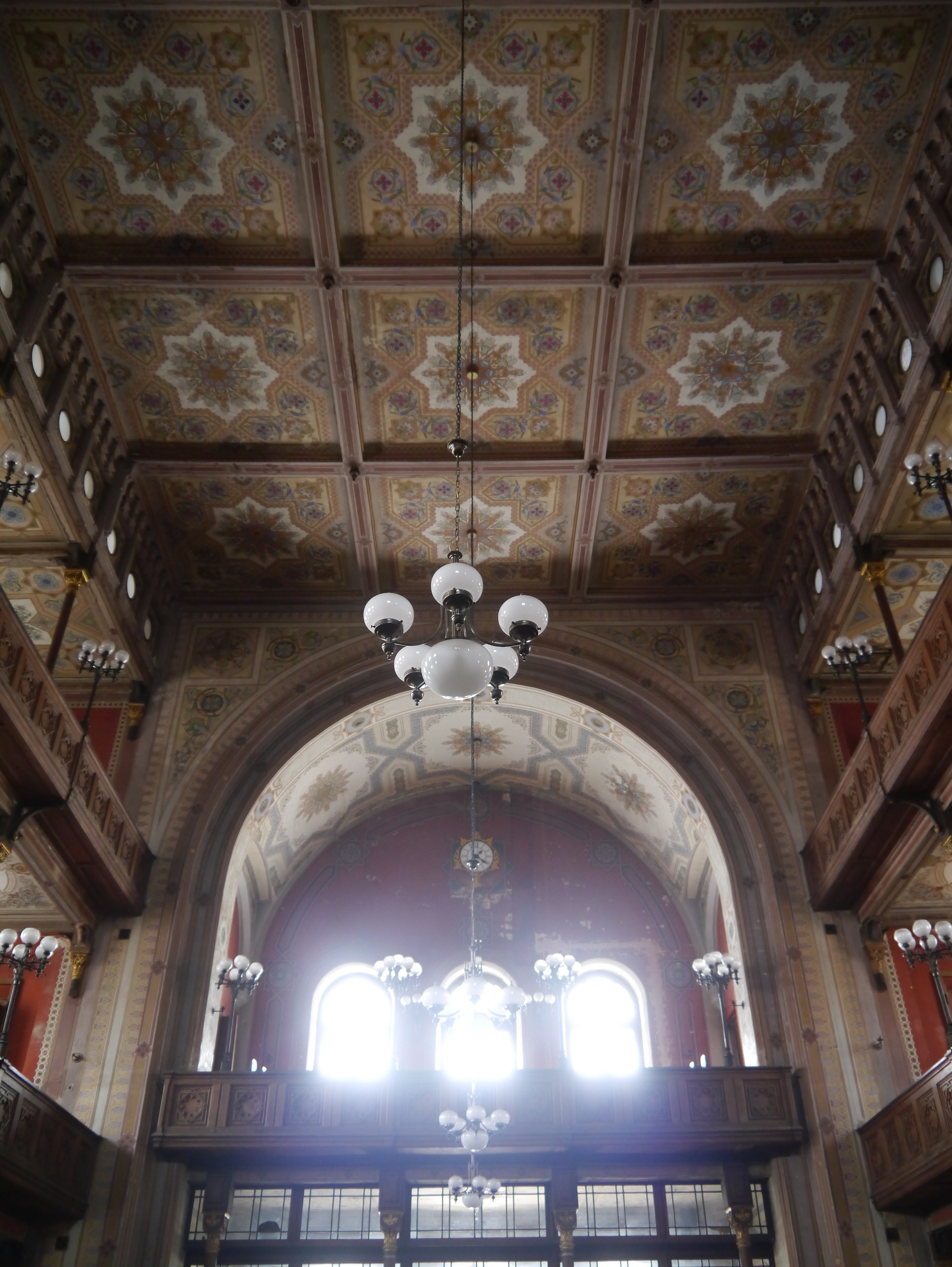
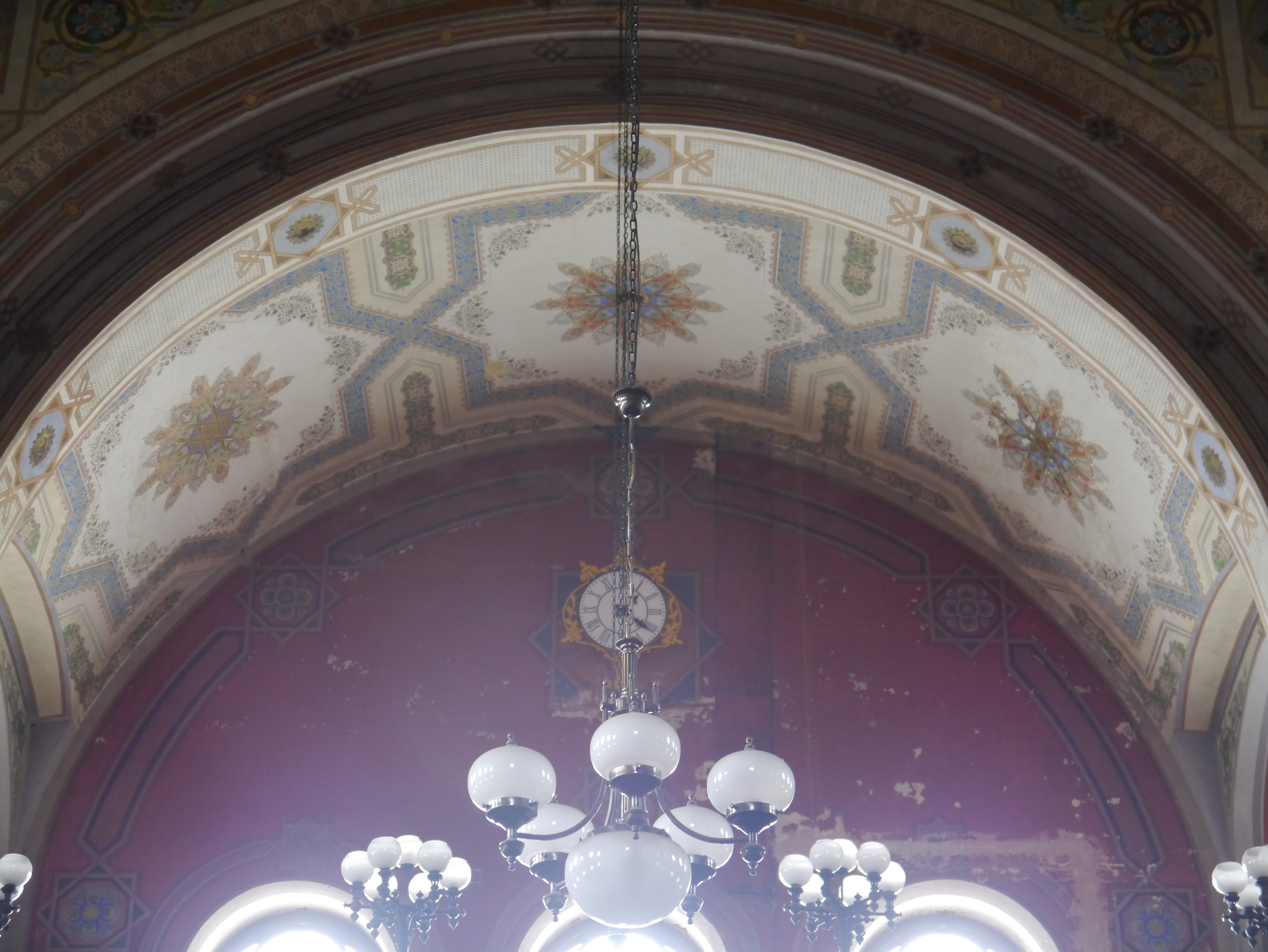
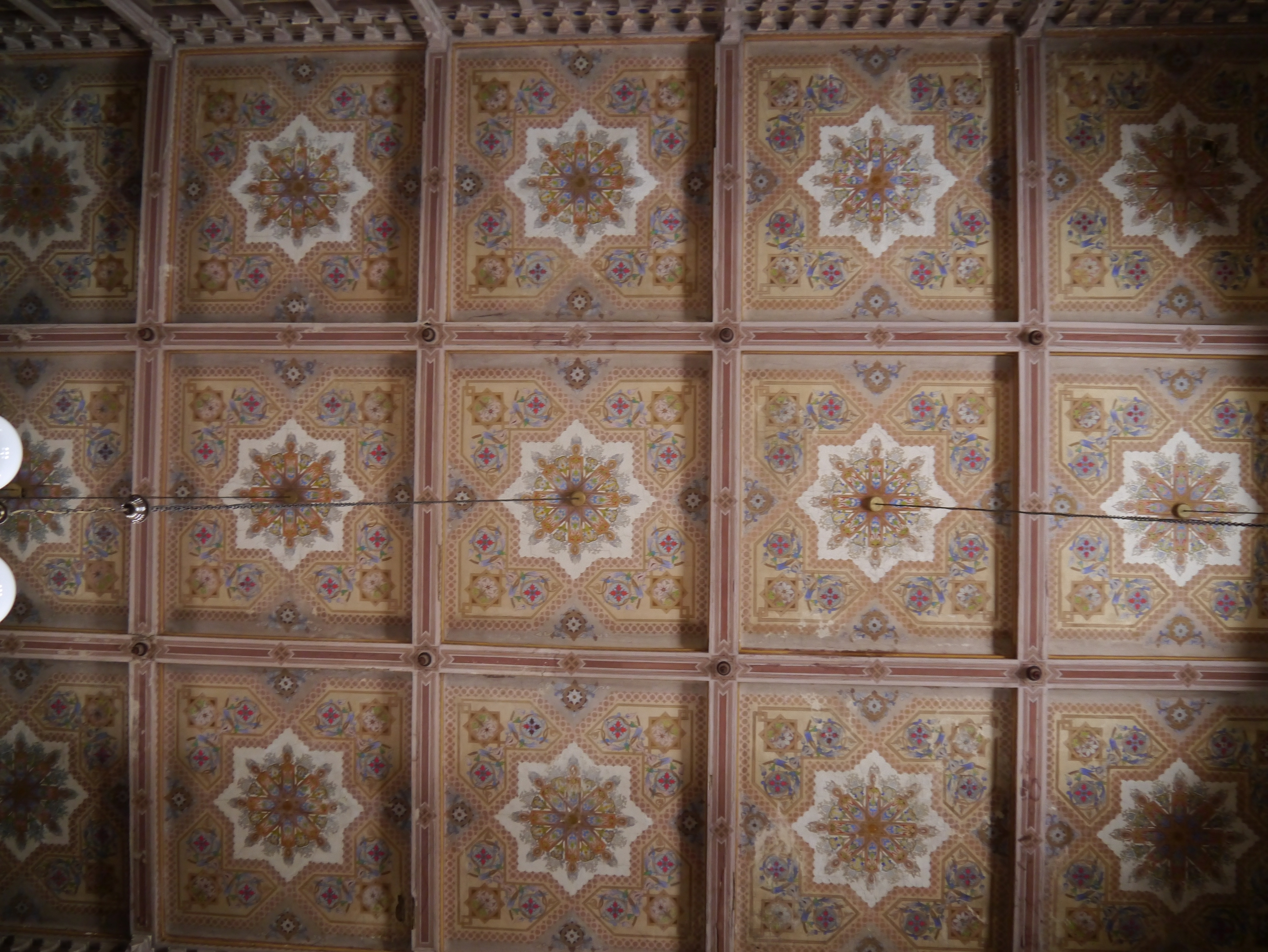
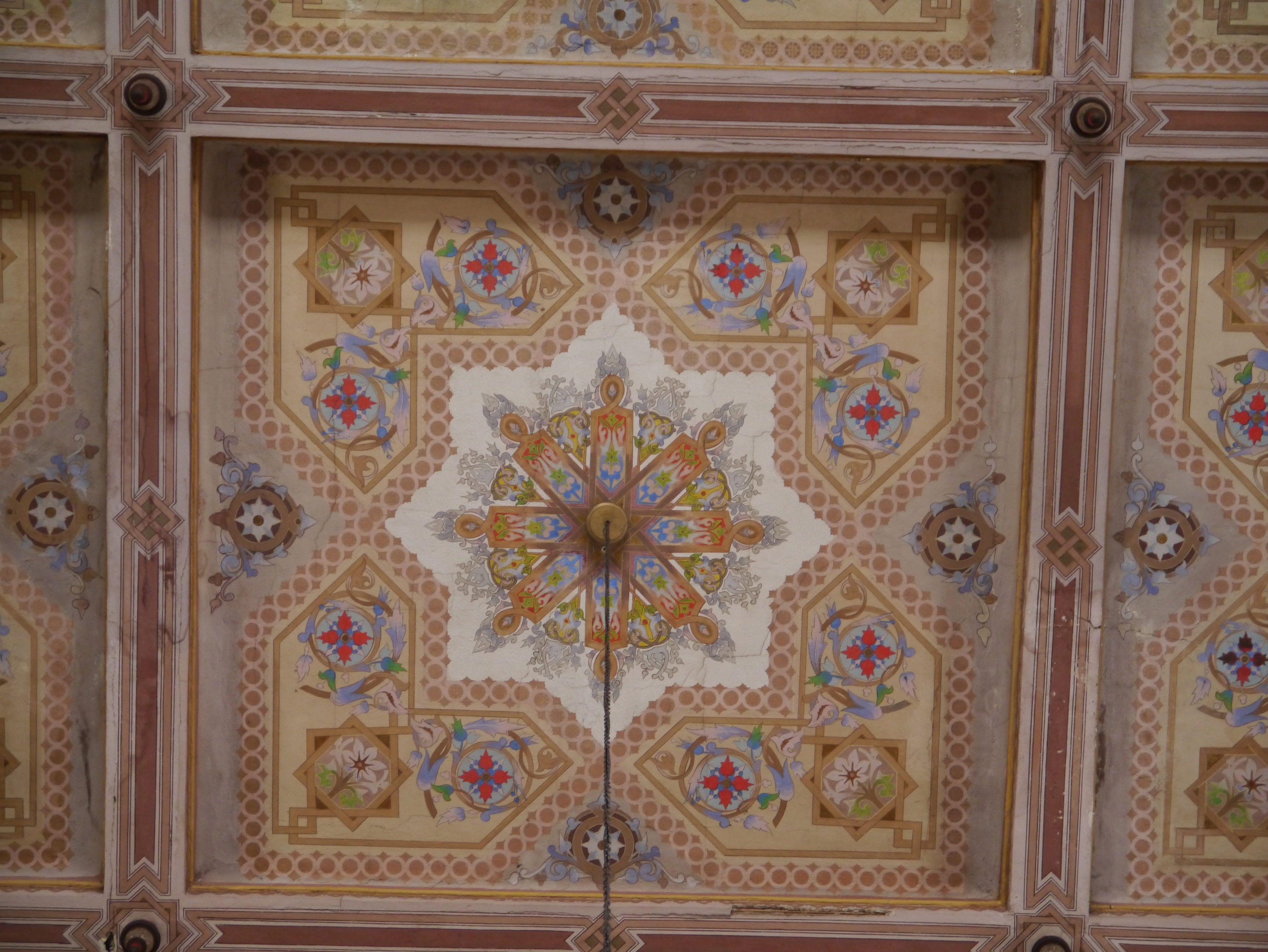